# 아크테릭스
아크테릭스(Arc'teryx)는 노스밴쿠버, 브리티시컬럼비아주에 본사를 둔 캐나다의 아웃도어 의류 및 장비 전문 회사이다. 등산 및 알파인 스포츠용 기술 의류와 관련 액세서리에 중점을 둔다. 그래픽 디자이너 마이클 호플러가 만든 회사 이름과 로고는 초기 공룡에서 현대 공룡(새)으로의 중간 화석인 시조새를 참고한다. 아크테릭스는 방수 고어텍스 쉘 재킷, 니트웨어 및 다운 파카로 알려져 있다.
1989년 록 솔리드로 설립된 이 회사는 1991년 아크테릭스로 이름을 바꾸고 캐나다의 코스트산맥을 위한 아우터웨어 및 등반 장비를 생산했다. 이 회사는 2001년 살로몬 그룹에, 2005년 에이머 스포츠에 매각되었다. 아크테릭스는 Veilance(고급 스트리트웨어 소매업체)와 LEAF(법 집행 및 군대용 기술 장비 소매업체)의 두 사업부를 유지한다. 이 회사는 도시 환경에서 미니멀리스트적이고 기술적인 의류를 착용하는 "고프코어" 및 "놈코어" 패션 운동에 큰 영향을 미친다. 이 브랜드는 구어적으로 "죽은 새"로 알려져 있다.

## 역사

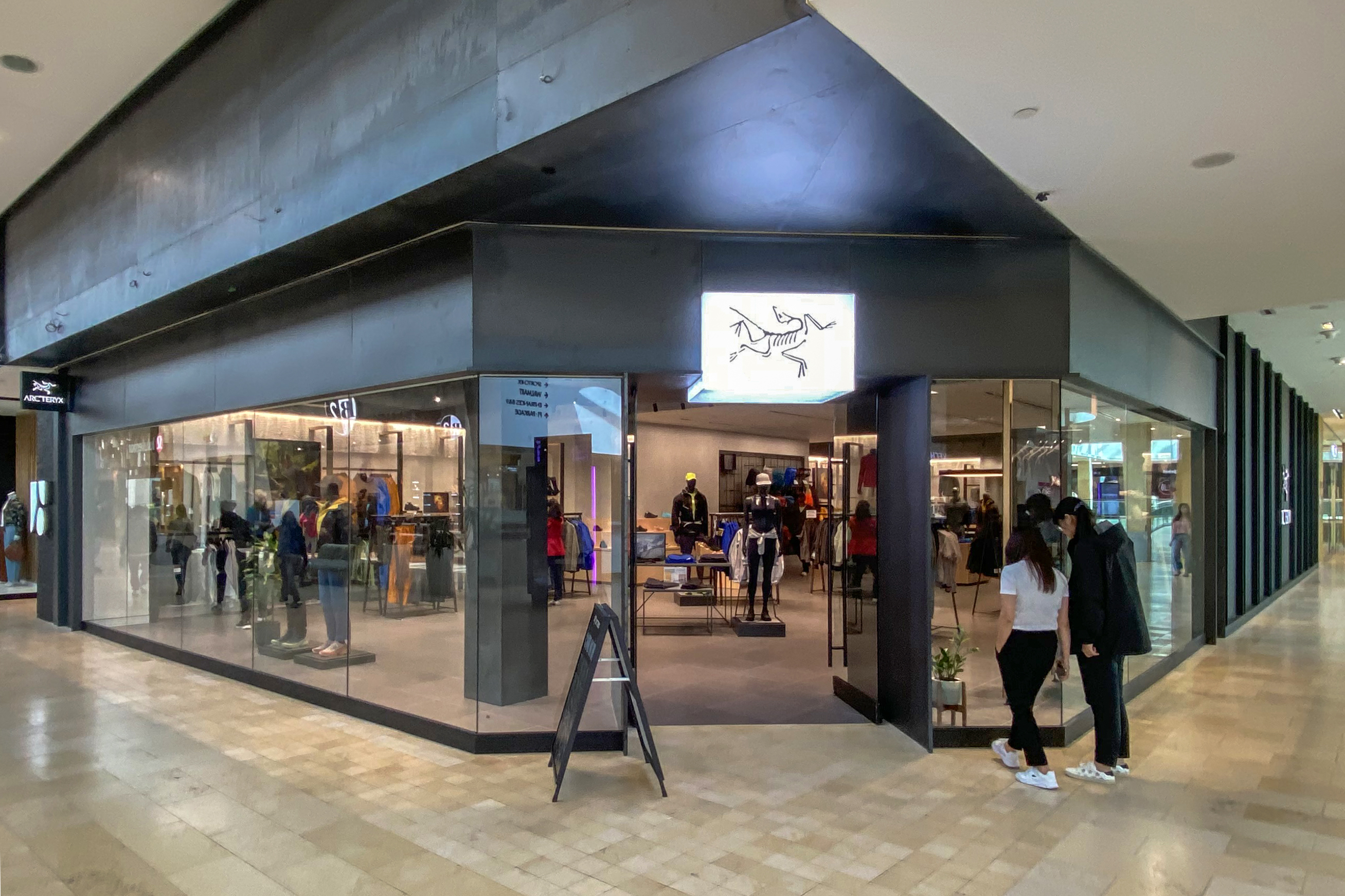
2022년 캐나다 미시소가의 스퀘어원 쇼핑센터에 있는 아크테릭스

공동 설립자 데이브 레인이 처음 "록 솔리드"라고 명명한 이 회사의 첫 제품군은 등반 장비였다. 데이브 레인은 1989년에 자신의 50% 지분을 블레어 머독과 팀 듀홀크에게 매각했고, 그들은 무한 책임 파트너가 되었다. 당시 대표이자 공동 설립자인 제레미 가드는 1991년 회사 이름을 아크테릭스로 변경했다. 이름과 로고는 초기 공룡에서 현대 공룡(새)으로의 중간 화석인 시조새를 참고한다. 가드는 화석의 지질 시대에 의해 특징지어지는 가속화된 진화의 개념을 나타내기 위해 이 이름을 선택했다. 가드는 1991년부터 2001년까지 회사의 사장 겸 대표였다. 열 라미네이트 (열 라미네이션) 기술을 사용하여 파트너들은 회사에서 가장 인기 있는 품목이 될 Vapor 하네스를 설계하고 판매했다. 1993년, 일련의 이전과 직원 충원 후, 아크테릭스는 동일한 Vapor 기술을 사용하여 보라 백팩을 출시했다. 1996년, 이 회사는 W. L. 고어 & 어소시에이션으로부터 라이선스를 얻어 고어텍스를 특징으로 하는 기술 의류를 도입했다. 아크테릭스는 1999년 브리티시컬럼비아주 버너비로 본사를 이전한 후 2005년 노스밴쿠버로 이전했다.

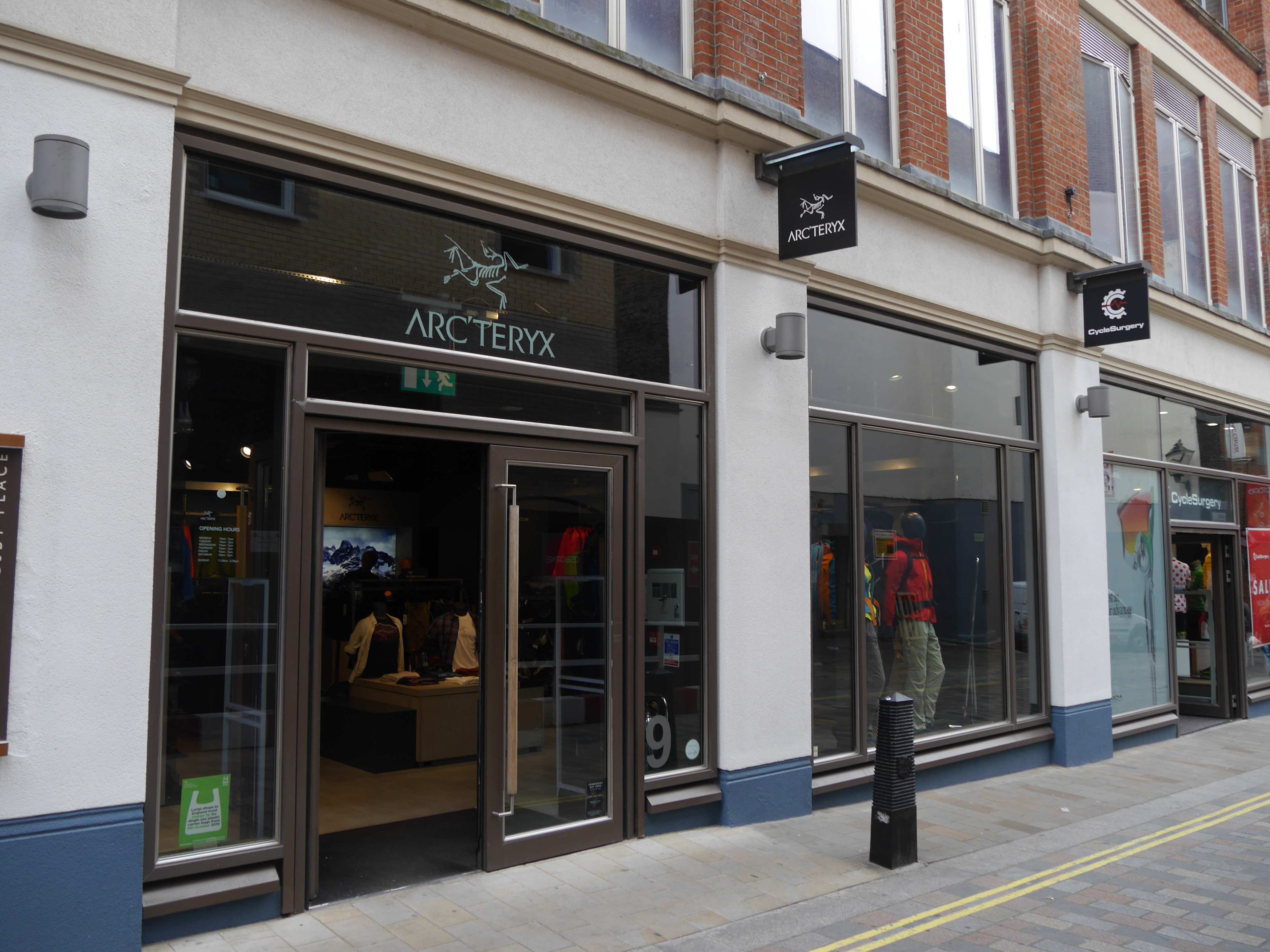
2016년 7월 머서 스트리트, 런던에 있는 아크테릭스 부티크

2001년, 아크테릭스는 독일 소매업체 아디다스의 프랑스 자회사인 살로몬 그룹에 인수되었다. 2005년, 아크테릭스는 핀란드 소매업체 에이머 스포츠에 매각되었다. 2019년, 중국 소매업체 안타스포츠가 아메르의 지배 지분(56%)을 인수했다. 의류 라인이 확장됨에 따라 아크테릭스는 중화인민공화국, 필리핀, 베트남, 방글라데시, 엘살바도르, 라오스, 그리스 등 국제 시장에서 제조를 시작했다. 2020년대 초부터 아크테릭스는 하이패션 브랜드 및 디자이너와 협력하여 컬렉션을 공동 제작하여 아웃도어 애호가를 넘어 소비 시장을 확장했다.

## 사업부
그들의 의류, 액세서리, 옷은 그리스 문자로 구분되는 다양한 제품군으로 구성되어 있다. 예를 들어, 알파, 베타, 델타, 감마, 로, 시그마, 제타가 있다.
- Veilance: 2009년에 설립된 그들의 럭셔리 정장 스트리트웨어 라인은 아크테릭스 베일런스로 브랜드화되었다.[16][8]
- LEAF: 그들의 법 집행 및 군대 (LEAF) 라인은 군대 및 경찰 시장을 목표로 한다.[8][17]

## 하위문화
아크테릭스는 젊은이들 사이에서 "스톤 아일랜드와 몽클레르에 약간 못 미치는" 하이엔드 지위 상징으로 여겨진다. 파이낸셜 타임스는 2022년에 아크테릭스의 가장 큰 인구 통계 중 하나가 "도시인"이라고 언급했다. 2021년에 패스트 컴퍼니에 의해 컬트 브랜드로 분류된 아크테릭스는 뉴욕 타임스에 따르면 "[하이커와 하입비스트] 모두" 착용한다.
이 회사는 마무트, REI, 마모트, 파타고니아와 함께 미니멀리스트적이고 아웃도어 의류를 도시 환경에서 착용하는 "고프코어" 및 "놈코어" 패션 운동에 큰 영향을 미친다. 2022년 내내, 영국 래퍼 YT의 노래 "Arc'teryx"가 배경에서 재생될 때 아크테릭스 재킷을 입고 옷을 입은 채 샤워하는 틱톡 트렌드가 나타났다. 아크테릭스는 Z세대와 질레니얼 패션의 필수품이며, 특히 미국과 캐나다에서 그렇다. 뉴욕 타임즈와 GQ에 따르면 미니멀리스트 미학을 가진 럭셔리 패션 하우스는 아크테릭스와 협력하여 캡슐 컬렉션을 생산한다.

## 같이 보기
- 몽클레르, 스톤 아일랜드, 캐나다 구스
- 스트리트웨어 및 미니멀리스트 패션
- 코스트산맥 및 캐나다 북극 툰드라